# 미쓰 루시힐
《미쓰 루시힐》(New In Town)는 캐나다에서 제작된 조너스 엘머 감독의 2009년 코미디, 멜로/로맨스 영화이다. 르네 젤위거 등이 주연으로 출연하였고 다릴 타자 등이 제작에 참여하였다.

## 출연

### 주연
- 르네 젤위거
- 해리 코닉 주니어

### 조연
- 시옵한 폴론
- J.K. 시몬스
- 마이크 오브라이언
- 프란시스 콘로이
- 페론 구에레이로
- 바바라 제임스 스미스
- 제임스 더햄
- 로버트 스몰
- 웨인 니클라스
- 힐러리 캐롤
- 낸시 드레이크
- 스튜어트 J. 줄리
- 마릴린 보일
- 댄 오거스타
- 지메나 호요스
- 수잔 코이
- 오드나 스티븐스
- 드빈 맥크레큰
- 레이프 린치
- 애덤 크로넌
- 톰 월

## 기타
- 프로듀서: 딜랜 타라슨
- 공동제작: 제프 레빈
- 협력프로듀서: 조나단 쇼어
- 미술: 댄 데이비스
- 세트: 스티븐 안트
- 의상: 리 하퍼
- 의상: 다레나 스노우
- 배역: 에이드 벨라스코
- 배역: 짐 히버